# Гленвар (Вірджинія)
Гленвар (англ. Glenvar) — переписна місцевість (CDP) в США, в окрузі Роаноук штату Вірджинія. Населення — 892 особи (2020).

## Географія
Гленвар розташований за координатами 37°16′35″ пн. ш. 80°7′30″ зх. д. / 37.27639° пн. ш. 80.12500° зх. д. (37.276415, -80.124953).  За даними Бюро перепису населення США в 2010 році переписна місцевість мала площу 3,65 км², з яких 3,57 км² — суходіл та 0,08 км² — водойми.

## Демографія
Згідно з переписом 2010 року, у переписній місцевості мешкало 976 осіб у 428 домогосподарствах у складі 174 родин. Густота населення становила 267 осіб/км².  Було 459 помешкань (126/км²).
Расовий склад населення:
| - 95,4 % — білих - 3,8 % — чорних або афроамериканців - 0,1 % — вихідців з тихоокеанських островів - 0,1 % — азіатів |

До двох чи більше рас належало 0,6 %. Частка іспаномовних становила 0,2 % від усіх жителів.
За віковим діапазоном населення розподілялося таким чином: 11,0 % — особи молодші 18 років, 29,6 % — особи у віці 18—64 років, 59,4 % — особи у віці 65 років та старші. Медіана віку мешканця становила 73,6 року. На 100 осіб жіночої статі у переписній місцевості припадало 47,4 чоловіків;  на 100 жінок у віці від 18 років та старших — 42,9 чоловіків також старших 18 років.
Середній дохід на одне домашнє господарство  становив 35 404 долари США (медіана — 26 899), а середній дохід на одну сім'ю — 52 618 доларів (медіана — 55 135). Медіана доходів становила 43 456 доларів для чоловіків та 40 804 долари для жінок. За межею бідності перебувало 8,6 % осіб, у тому числі 0,0 % дітей у віці до 18 років та 18,0 % осіб у віці 65 років та старших.
Цивільне працевлаштоване населення становило 247 осіб. Основні галузі зайнятості: роздрібна торгівля — 21,9 %, фінанси, страхування та нерухомість — 18,2 %, транспорт — 17,4 %.